# Museum Riegel

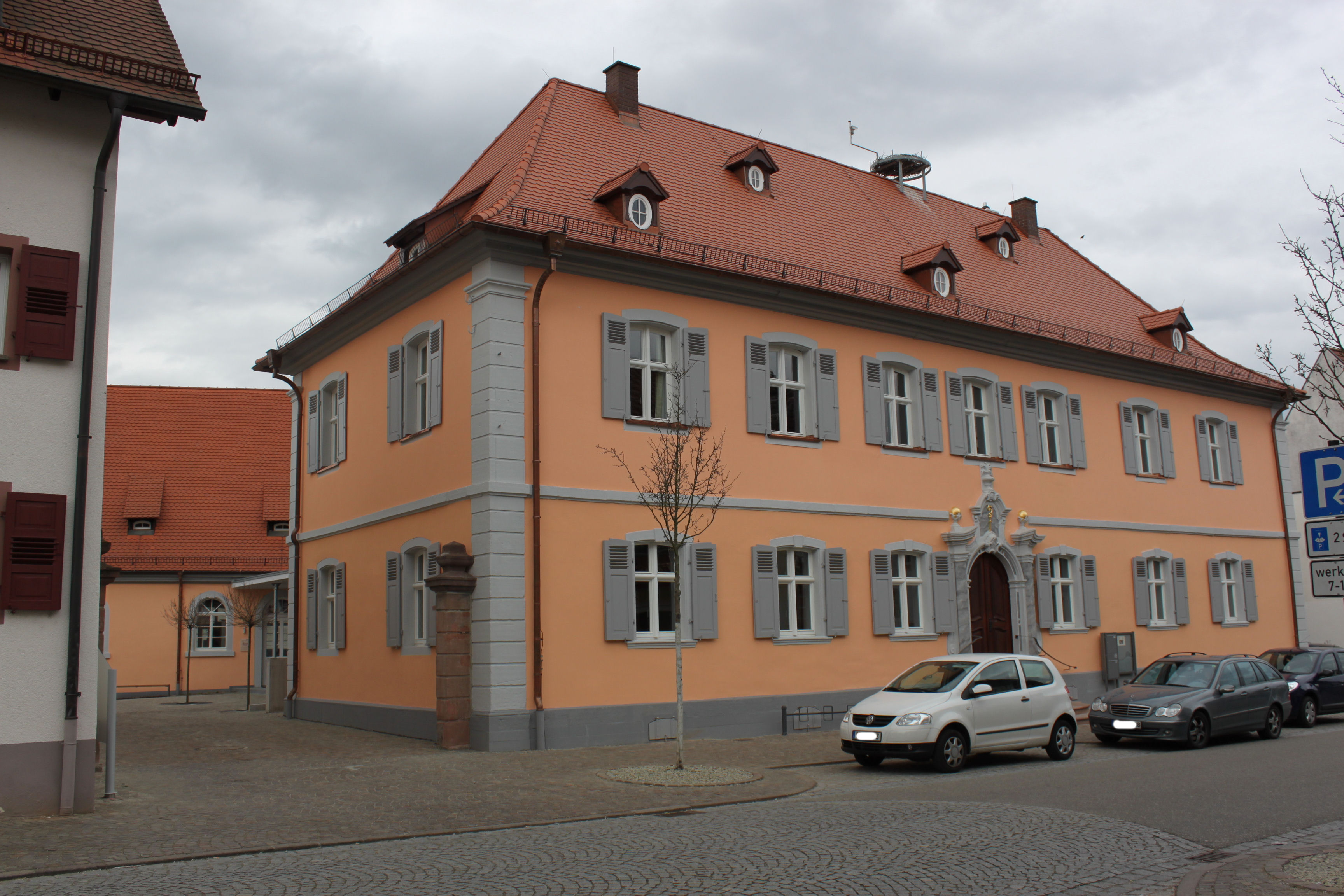
Bürgerhaus „Alte Schule“ mit dem Museum Riegel im hinteren Gebäudeteil

Das Museum Riegel ist ein Museum in der Gemeinde Riegel am Kaiserstuhl.
2006 unter der Regie von Christian Dreier als archäologisches Museum eröffnet, wurde das Museum nach räumlichen Veränderungen erweitert und im Januar 2012 neu eröffnet. 2006 erhielten die Gemeinde und der Geschichtsverein, der das Museum ehrenamtlich betreut und Träger des Museums ist, den Archäologie-Preis Baden-Württemberg.

## Provinzialrömische Archäologie
Thematik ist das Alltagsleben im antiken Riegel vor ca. 2000 Jahren.
Ein Terra-Sigillata-Trinkgefäß, auf dem ein Fabelmischwesen aus der griechischen Mythologie abgebildet ist – der Hippokampos – ist einer der Höhepunkte der Ausstellung. Dieser wurde bei einer Grabung auf dem Fronhofbuck im Jahre 2000 entdeckt und bildet heute das Wahrzeichen des Museums. Ebenso ist ein Stempel des Augenarztes Lucius Virius Carpus ausgestellt, auf dem ein Rezept für eine Augensalbe eingraviert ist. Neben diesen Exponaten ist auch ein Modell der Basilika, eines römischen Verwaltungssitzes, zu sehen, in das auch interaktiv eingetaucht werden kann.
Einen anderen Themenschwerpunkt bildet eine Vitrine zum Mithraskult. Hier werden Kultgefäße und Gegenstände ausgestellt, wie sie im Riegeler Mithräum gefunden wurden. Unter anderem sind hier sowohl eine Replik des Opfersteins als auch des Kultschwertes zu sehen. Letzteres fand wahrscheinlich Verwendung bei rituellen Handlungen.

## Galerie

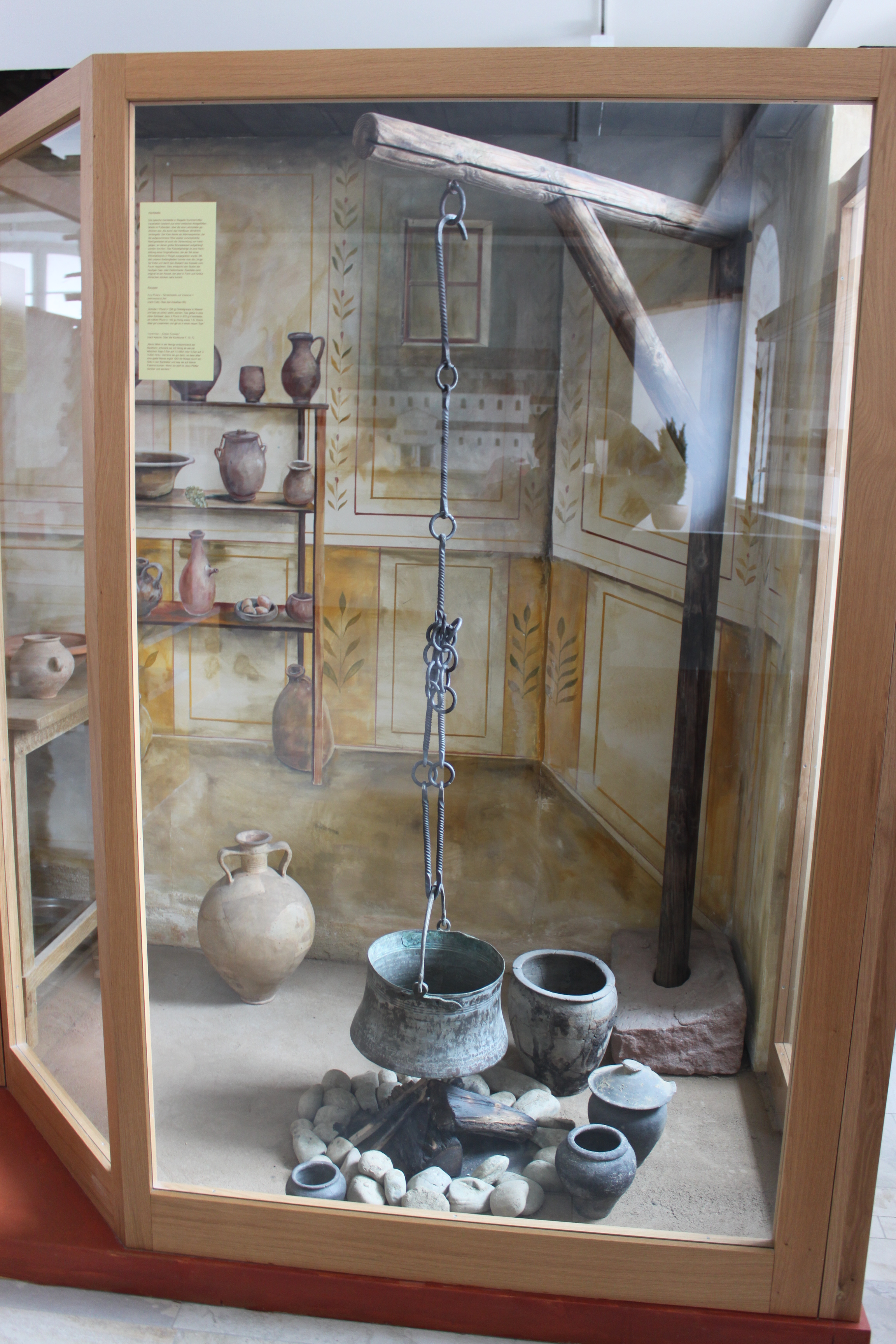
Römischer Herd
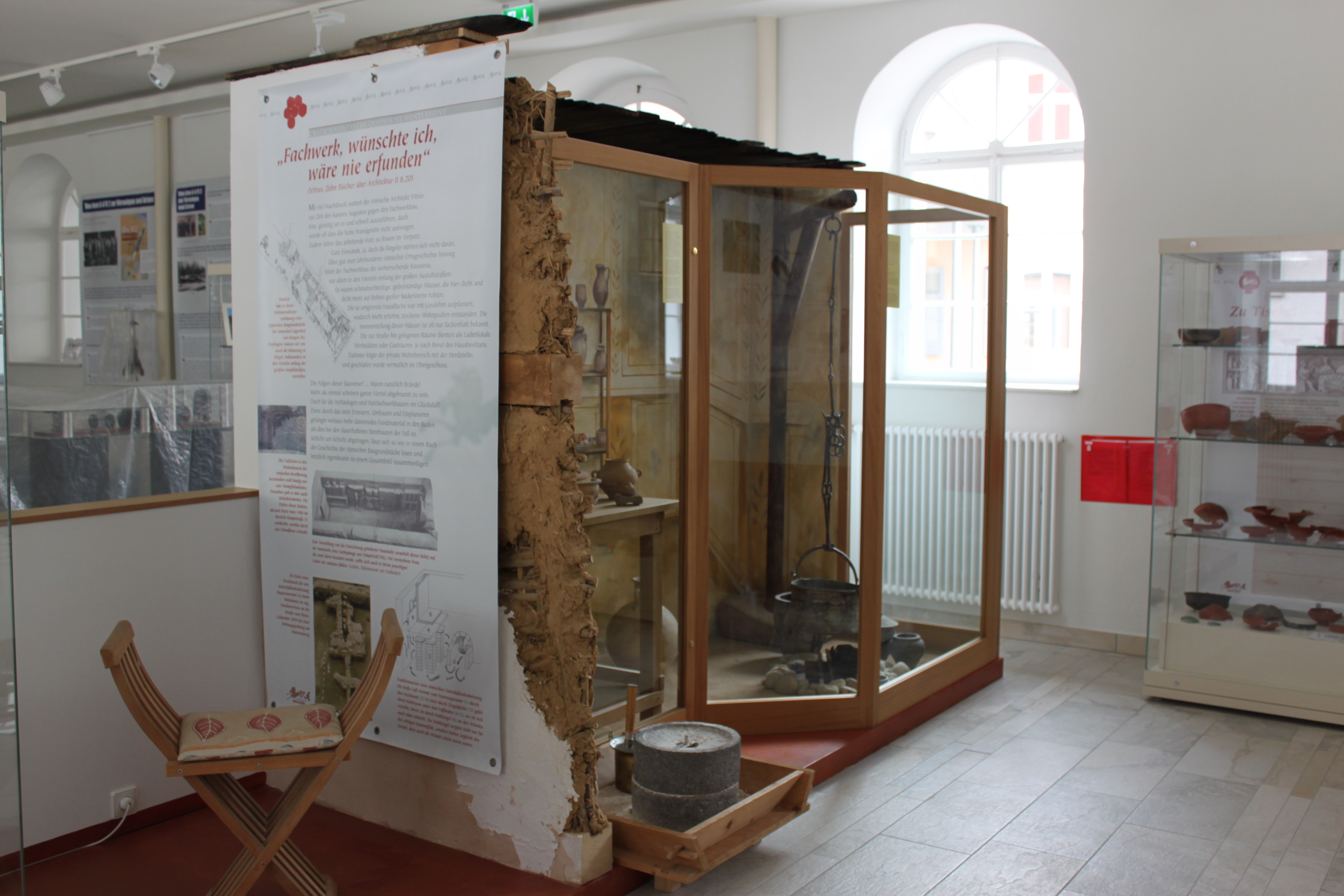
Römische Ausstellung
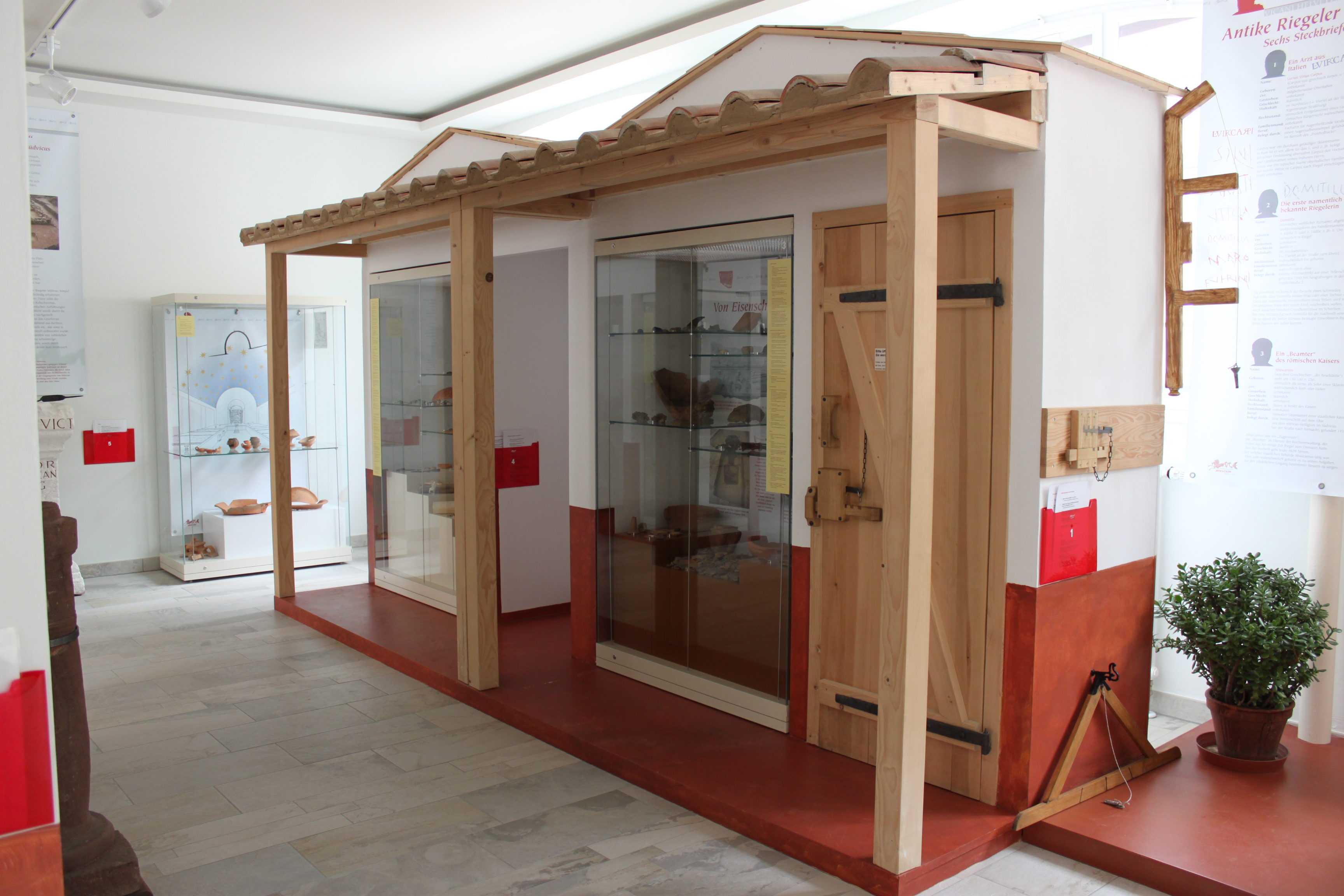
Römische Ausstellung
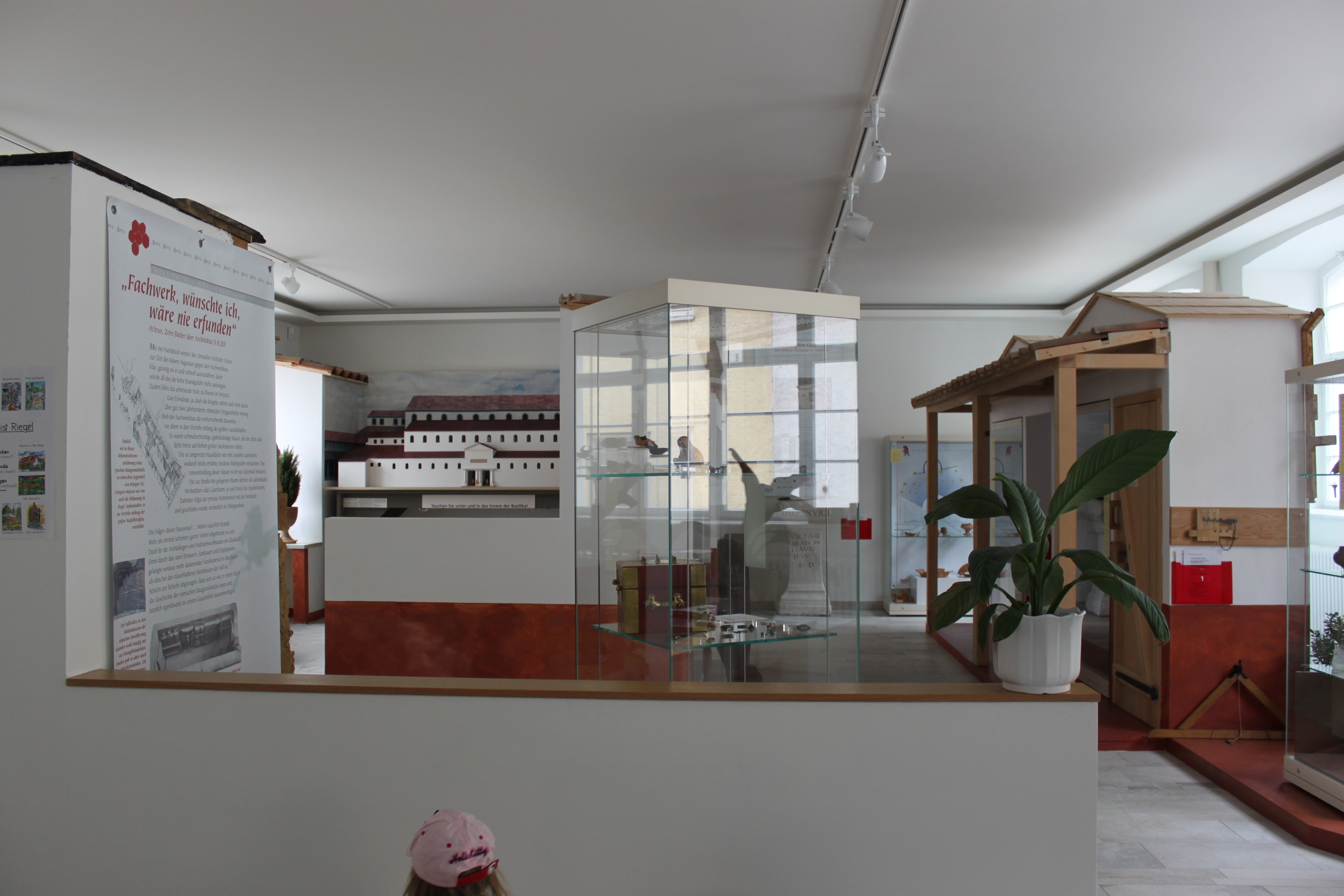
Römische Ausstellung
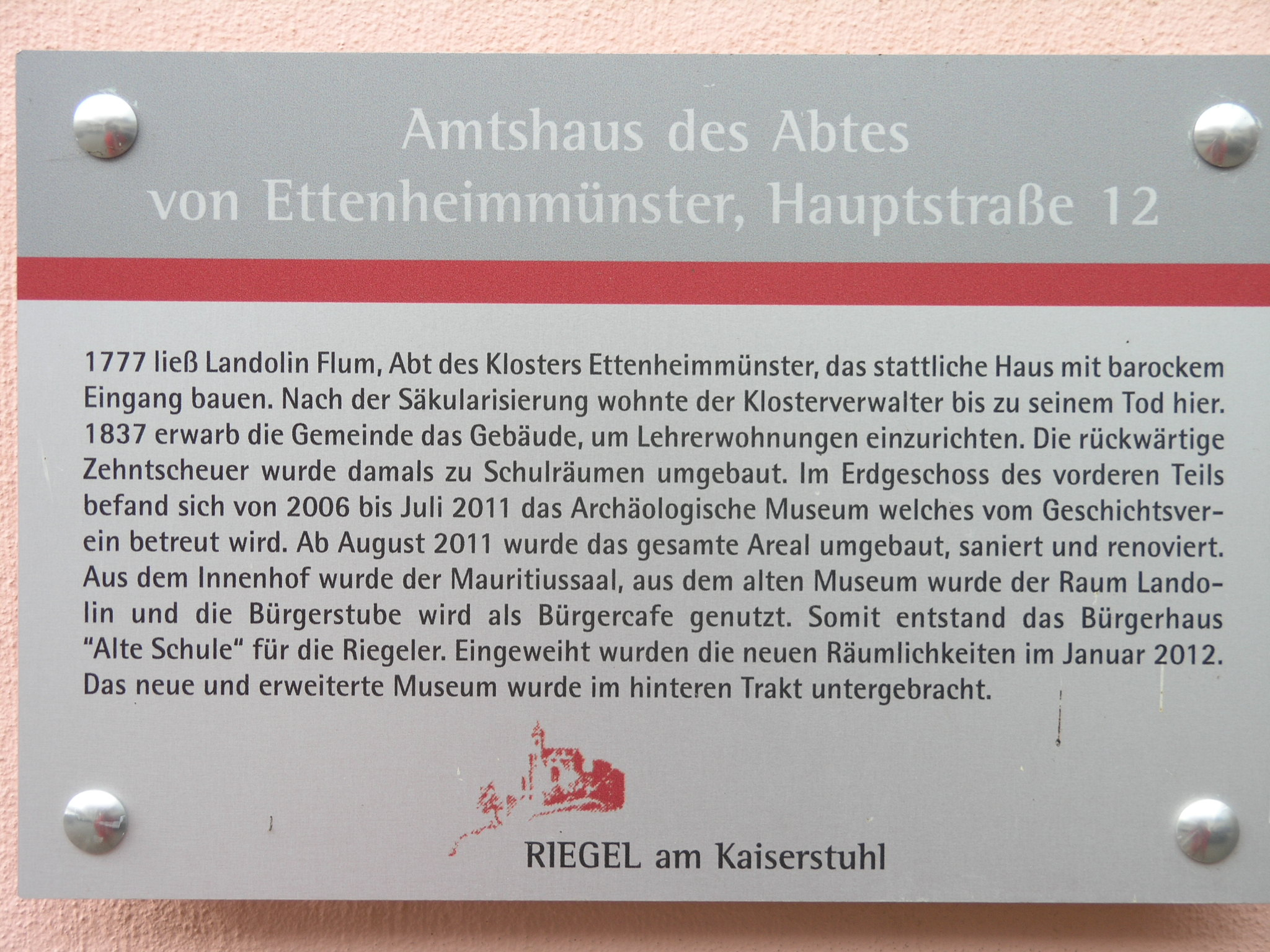
Tafel am Bürgerhaus „Alte Schule“